# Picobuthus
Genre
Picobuthus est un genre de scorpions de la famille des Buthidae.

## Distribution
Les espèces de ce genre sont endémiques d'Oman.

## Liste des espèces
Selon The Scorpion Files (13/02/2021) :
- Picobuthus dundoni Lowe, 2010
- Picobuthus wahibaensis Lowe, 2010

## Étymologie
Le nom de ce genre est créé à partir de pico le préfixe du Système international d'unités car il regroupe de très petites espèces.

## Publication originale
- Lowe, 2010 : « New picobuthoid scorpions (Scorpiones: Buthidae) from Oman. » Euscorpius, no 93, p. 1-53 (texte intégral).